# Nazionale maschile di rugby a 7 di Samoa
La nazionale di rugby a 7 delle Samoa, nota anche come Manu Samoa 7's, è la selezione che rappresenta Samoa a livello internazionale nel rugby a 7.
Partecipa regolarmente a tutti i tornei delle World Rugby Sevens Series, alla Coppa del Mondo di rugby a 7 e ai Giochi del Commonwealth. Tra i loro principali successi i samoani vantano la vittoria di un Sevens World Series, mentre per quanto riguarda la Coppa del Mondo il loro migliore risultato consiste nel raggiungimento delle semifinali in due edizioni (nel 1997 e nel 2009).
Brian Lima, con i suoi 101 punti realizzati in totale, è il terzo migliore realizzatore di punti nella Coppa del Mondo; inoltre, con le 17 mete segnate in totale, è anche il terzo maggiore realizzatore di mete nella massima competizione mondiale.

## Palmarès
- World Rugby Sevens Series: 1

2009-10
- Giochi del Pacifico

Suva 2003: medaglia di bronzo
Apia 2007: medaglia d'argento
Nouméa 2011: medaglia d'oro
Port Moresby 2015: medaglia d'argento
Apia 2019: medaglia d'argento
- Oceania Sevens: 4

2008, 2009, 2011, 2013

## Partecipazioni ai principali tornei internazionali
- 2024: 10º posto

- 1993: quarti di finale
- 1997:  semifinali
- 2001: quarti di finale
- 2005: vincitore Plate
- 2009:  semifinali
- 2013: finalista Plate
- 2018: 13º posto

- 1999-00: 4º posto
- 2000-01: 4º posto
- 2001-02: 6º posto
- 2002-03: 6º posto
- 2003-04: 6º posto
- 2004-05: 6º posto
- 2005-06: 5º posto
- 2006-07:  3º posto
- 2007-08:  3º posto
- 2008-09: 7º posto
- 2009-10:  1º posto
- 2010-11: 5º posto
- 2011-12: 4º posto
- 2012-13: 4º posto
- 2013-14: 8º posto
- 2014-15: 10º posto
- 2015-16: 9º posto
- 2016-17: 13º posto
- 2017-18: 10º posto
- 2018-19: 6º posto
- 2019-20: 13º posto

- 1998: 4º posto
- 2002: 4º posto
- 2006: semifinale Plate
- 2010: vincitore Plate
- 2014: 4º posto
- 2018: fase a gironi

1999: n.d.
2003:  3º posto
2007:  2º posto
2011:  1º posto
2015:  2º posto
2019:  2º posto